# Деяния магдебургских архиепископов
Деяния магдебургских архиепископов (лат. Gesta archiepiscoporum Magdeburgensium) — написанное в XII в. при магдебургской архиепископской кафедре историческое сочинение на латинском языке. Содержит сведения по истории распространения христианства в Прибалтике, а также Польши, Руси и пр. соседних стран.

## Издания
- Gesta archiepiscoporum Magdeburgensium / ed. G. Schum // MGH SS. T. XIV. Hannover, 1883, p. 361—370[1].

## Переводы на русский язык
- Деяния магдебургских епископов / пер. М. Б. Свердлова // Латиноязычные источники по истории Древней Руси. Германия. Середина XII- середина XIII в. М.: Институт истории АН СССР, 1990, с. 259—261.